# Міттлершпіц
Міттлершпіц (нім. Mittlerspitz) — гора в Ліхтенштейні, висотою — 1 897 м. Ця гора належить до гірського масиву Ретікон в Східних Альпах, поблизу швейцарсько-ліхтенштейнського пограниччя.
Гора розташована в південно-східній частині Ліхтенштейну. На південний схід від столиці країни — Вадуца, в її підніжжі розкинулися комуни-общини Трізен і Бальцерс.